# Saison 3 de 21 Jump Street
Chronologie
Saison 2 Saison 4
Cet article présente la troisième saison de la série télévisée 21 Jump Street.

## Épisodes

### Épisode 1:Agression
L'arrivée d'un nouvel officier, Dennis Booker, pose un problème dans l'équipe de 21 Jump Street. En effet, Tom Hanson soupçonne le nouvel arrivant de cacher des opinions aussi fanatiques que le gang raciste dont ils sont chargés de désarmorcer les agressions...

### Épisode 2:Les Rangers
Tom Hanson est chargé de s'infiltrer dans une organisation de trafic de drogue. Malheureusement, il est pris en otage par un groupe privé de surveillance qui est convaincu qu'il est responsable de l'assassinat de leur chef...

### Épisode 3:La Valeur d'un homme
Un chroniqueur sportif est accusé par sa femme d'avoir maltraité leur petite fille. Tom Hanson a une entrevue avec la jeune juriste chargée du dossier. Les résultats sont inattendus...

### Épisode 4:Le Coach de l'année
Le meilleur joueur de l'équipe de football américain est grièvement blessé au cours d'un match et semble handicapé à vie. Doug Penhall et Dennis Booker enquêtent sur la possibilité d'une négligence professionnelle de l'entraîneur...

### Épisode 5:Naître ou ne pas naître
Victime de violentes menaces, un centre de planification familiale fait appel à 21 Jump Street pour en découvrir l'origine. Judith Hoffs, chargée de l'enquête, se fait passer pour une fille mère.

### Épisode 6:Une semaine en Enfer
Théâtre d'un viol collectif, un campus demande aux jeunes policiers de 21 Jump Street de se mêler aux étudiants pour tenter de découvrir les responsables du crime.

### Épisode 7:L'Ange et le Dragon
Ioki rentre en contact avec le chef d'un gang vietnamien dans le but de démanteler un puissant réseau de racket. Au cours de l'enquête, Tom Hanson est blessé par une balle perdue.

### Épisode 8:Piquet de grève
L'ordre de grève lancé par les services de police place brusquement la jeune équipe de 21 Jump Street dans une position très délicate.

### Épisode 9:La Zone
Dans un centre de détention pour jeunes délinquants particulièrement "durs", un adolescent meurt d'une overdose. Tom Hanson, incognito, se fait passer pour l'un des détenus.

### Épisode 10:Et l'amour?
Hoffs, séduite par Marcus Rainey, un comptable venu faire un audit au sein de la brigade, est stupéfaite lorsqu'elle apprend que ce dernier est marié. Furieuse, elle décide de mettre immédiatement un terme à leur relation...

### Épisode 11:L'Étranger
Au cours d'une enquête, Doug Penhall est contraint de se frotter à la "bête noire" d'un lycée. Divers souvenirs pénibles pour l'ensemble de l'équipe reviennent à la surface...

### Épisode 12:Le Retour de l'abominable Russell Buckins
Russell Buckins, journaliste, sort un article explosif sur les activités de 21 Jump Street. Tom Hanson, soupçonné d'être informateur, est suspendu de ses fonctions. Le jeune officier cherche à retrouver Russell afin d'éclairer la situation et de sauver son honneur...

### Épisode 13:Le Déserteur
Un détective de l'armée qui a fait son service avec le capitaine Fuller, demande à Tom Hanson et Doug Penhall de l'aider à ramener à sa base, dans un délai de six heures, un jeune déserteur en fuite...

### Épisode 14:Nemesis
Dennis Booker s'infiltre au sein d'une bande de jeunes revendeurs de drogue d'un lycée. L'un d'eux, soupçonné à tort d'être un "indic", est assassiné...

### Épisode 15:Père et Fils
Tad Davis, le fils du Maire, dirige un trafic de drogue. Les policiers du 21 Jump Street montent une opération pour l'arrêter. Tom Hanson et Doug Penhall s'infiltrent donc dans la bande de Tad Davis...

### Épisode 16:Pour l'amour de l'art
Une école d'art dramatique, troublée par des problèmes de drogue, demande aux jeunes officiers de "21 Jump Street" de rentrer en scène pour dissiper le malaise...

### Épisode 17:Un toit d'étoiles
Afin de retrouver Aaron, un jeune sans abri de 17 ans, les membres de "21 Jump Street" descendent dans la rue et se font passer pour des vagabonds...

### Épisode 18:Prochaine Victime
Le jeune animateur radio d'un campus meurt dans l'explosion de sa voiture. Dennis Booker endosse la personnalité haute en couleur de la victime ainsi que ses opinions très controversées afin de démasquer le meurtrier...

### Épisode 19:La Guerre des gangs:1repartie
Hanson, mis en colère par le sort de Ioki, risque fort, s'il ne se contrôle pas, de passer de l'autre côté de la loi. À New York, une enquête est lancée pour découvrir comment s'approvisionnent en armes des bandes de jeunes...

### Épisode 20:La Guerre des gangs:2epartie
Soupçonné du meurtre d'un policier véreux qui revendait des armes aux gangs pour qu'ils s'entretuent, Hanson est arrêté par Booker. Le procès a lieu quelques semaines plus tard...